# Actenia byzacaenicalis
Actenia byzacaenicalis är en fjärilsart som beskrevs av Émile Louis Ragonot 1887. Actenia byzacaenicalis ingår i släktet Actenia och familjen mott. Inga underarter finns listade i Catalogue of Life.